# Democracia iliberal
Democracia iliberal, também chamada democracia parcial, democracia de baixa intensidade, democracia vazia, regime híbrido, democratura ou democracia guiada, é um sistema de governo no qual, embora eleições ocorram, os cidadãos são afastados de exercer controle sobre as atividades daqueles que exercem poder real por conta da falta de liberdades civis; portanto, não é uma "sociedade aberta". Existem muitos países "que são categorizados como nem 'livres' nem 'não livres', mas como 'provavelmente livres', situando-se entre os regimes democrático e não democrático". Isso pode ocorrer porque existe uma constituição que limita os poderes do governo, mas os que estão no poder ignoram suas liberdades ou porque não existe uma estrutura constitucional legal adequada de liberdades.
Em um discurso de 2014, após a reeleição, Viktor Orbán, o controverso primeiro-ministro da Hungria, descreveu suas opiniões sobre o futuro do seu país como um "Estado iliberal". Na sua interpretação, o "Estado iliberal" não rejeita os valores da democracia liberal, mas não os adota como elemento central da organização do Estado. Orbán listou Singapura, Rússia, Turquia e China como exemplos de nações "bem-sucedidas", "nenhuma das quais é liberal e algumas que sequer são democracias".